# Goldach (Bodensee)
Die Goldach ist ein 18,5 Kilometer langer Zufluss des Bodensees in den Kantonen Appenzell Ausserrhoden, St. Gallen und Thurgau in der Schweiz.

## Geographie

### Verlauf
Die Goldach ist in ihrem Oberlauf vielerorts in tiefen Tobeln und Wäldern versteckt, so dass sie sich nur schwer erkunden lässt. Erst an ihrem Unterlauf, nach dem Martinstobel, ist sie besser zu erkennen, und der Fluss ist weniger wild.
Der Fluss entspringt im Grenzgebiet zwischen der Gemeinde Trogen (Kanton Appenzell Ausserrhoden) und dem Bezirk Oberegg (Kanton Appenzell Innerrhoden) auf rund 1105 Metern über Meer in der Nähe des Ruppenpass. Danach fliesst er, gespeist von vielen Bächen, in nordwestlicher Richtung bis zum ehemaligen Bädli Trogen. Von dort an fliesst der Fluss in einem tiefen Tobel weiter. Beim Zusammenfluss mit dem Säglibach im Chastenloch bildet er die Grenze zwischen den Gemeinden Speicher und Rehetobel. Von nun an dreht der Flusslauf in eher nördlicher Richtung, vorbei an Zweibrücken (Rehetobel), wo die Kantonsstrasse Rehetobel - Speicherschwendi über den Fluss führt, bis zur Achmüli auf 619 Metern über Meer. Von hier an bildet die Goldach die Kantonsgrenze zwischen St. Gallen und Appenzell Ausserrhoden.
Nun verläuft der Fluss für etwa zwei Kilometer in westlicher Richtung in einem tiefen Tobel bis zum Zusammenfluss mit dem Bernhardsbach, wo die Goldach das Appenzellerland endgültig verlässt und nunmehr die Grenze zwischen der Stadt St. Gallen und der Gemeinde Eggersriet bildet. Vor dem Martinstobel thront auf der westlichen Flussseite die Ruine Rappenstein. Ober- und unterhalb der Martinsbrücke ist das Tobel wieder so tief, dass die Goldach nur schwer zugänglich ist. Sie fliesst nach der Martinsbrücke in Richtung Norden weiter.
Beim Zusammenfluss mit dem Bergbach weitet sich das Tobel in das so genannte Goldachtobel aus, welches breiter ist und durch welches auch ein Wanderweg führt. Nach wie vor ist das ganze Tobel jedoch stark bewaldet. In diesem Abschnitt bildet die Goldach die Gemeindegrenze von Untereggen und Mörschwil und später der Gemeinden Goldach und Mörschwil. Nach der Bluemenegg überqueren die Autobahn A1 und danach die Bahnlinie Rorschach–St. Gallen die Goldach.
Nun öffnet sich das Tobel endgültig, und die Goldach fliesst vorbei an der Bruggmühle in nordöstlicher Richtung zum Bodensee. Kurz vor der Mündung bildet sie noch die Grenze zur Gemeinde Horn und damit zum Kanton Thurgau. Sie mündet schliesslich aus dem Südwesten kommend auf einer Höhe von 395 m ü. M. in den Bodensee. Ihr 19,5 km langer Lauf endet 710 Höhenmeter unterhalb ihrer Quelle, sie hat somit ein mittleres Sohlgefälle von 36 ‰.

### Einzugsgebiet
Das 50,44 km² grosse Einzugsgebiet der Goldach liegt im Schweizer Mittelland und wird durch sie über den Rhein zur Nordsee entwässert.
Es besteht zu 34,1 % aus bestockter Fläche, zu 50,6 % aus Landwirtschaftsfläche, zu 14,2 % aus Siedlungsfläche und zu 1,1 % aus unproduktiven Flächen.
Die Flächenverteilung
Die mittlere Höhe des Einzugsgebietes beträgt 831 m ü. M.

### Zuflüsse
(Von der Quelle zur Mündung. Namen und Längen nach dem Geoportalen der Kantone, EZG nach dem Geoserver der Schweizer Bundesverwaltung)
- Äusserer Säglibach (rechts), 1,1 km
- Fischbach (rechts), 1,1 km
- Kaltenbrunnenbach (links), 1,4 km
- Bruggtobelbach (links), 1,3 km
- Lochbach oder Sägebach/Sägibach (rechts), 3,8 km
- Wehrlisackerbach (links), 1,0 km
- Schwendibach (rechts), 0,9 km
- Wiesbach (links), 0,6 km
- Stampfbach (rechts), 0,8 km (mit Töbelibach und Farenschwendibach 2,6 km), 1,52 km²
- Bruederbach (links), 4,8 km, 3,85 km²
- Steingassebach (links), 0,3 km
- Steinbach (links), 0,3 km
- Moosbach (rechts), 3,9 km, 3,79 km²
- Lobenschwendibach (rechts), 0,5 km
- Säglibach (links), 3,5 km, 3,78 km²
- Mülibach (links), 1,5 km, 1,44 km²
- Holderenbach (rechts), 2,6 km, 1,36 km²
- Haldenbach  (links), 0,7 km
- Mideggbach (rechts), 0,8 km
- Robach (rechts), 1,6 km, 0,63 km²
- Landgraben (rechts), 4,3 km (mit Haltenbach 4,9 km), 5,78 km²
- Rieselbach (rechts), 0,6 km
- Bernhardsbach (links), 2,3 km, 2,37 km²
- Schaugentobelbach (links), 2,9 km
- Rietbach (links), 0,5 km
- Schachenbach (links), 1,0 km
- Brügglisbach (rechts), 2,2 km, 1,05 km²
- Unterschachenbach (links), 0,2 km
- Brügglisbach  (rechts), 0,4 km
- Bergbach (links), 4,0 km, 2,86 km²
- Seckibach (rechts), 1,5 km
- Hochstaudenbach (rechts), 3,1 km, 2,98 km²
- Katzenbächli (rechts), 1,2 km

## Hydrologie
Bei der Mündung der Goldach in den Bodensee beträgt ihre modellierte mittlere Abflussmenge (MQ) 1,63 m³/s. Ihr Abflussregimetyp ist pluvial supérieur, und ihre Abflussvariabilität beträgt 24.

## Brücken
Auf ihrem Weg führen 42 Übergänge über die Goldach.
Drei gedeckte Holzbrücken überqueren den Fluss: die Oberachbrücke (erstellt 1739) und die Achmühlebrücke (erstellt 1701) zwischen Speicher und Rehetobel, und die Kellenbrücke (erstellt 1997) in Goldach.
Bei Goldach befinden sich der Autobahn A1-Viadukt, der Goldachviadukt der Bahnstrecke Rorschach–St. Gallen sowie die Strassenbrücken der Hauptstrasse 6 und der Hauptstrasse 13.

Brücken über die Goldach
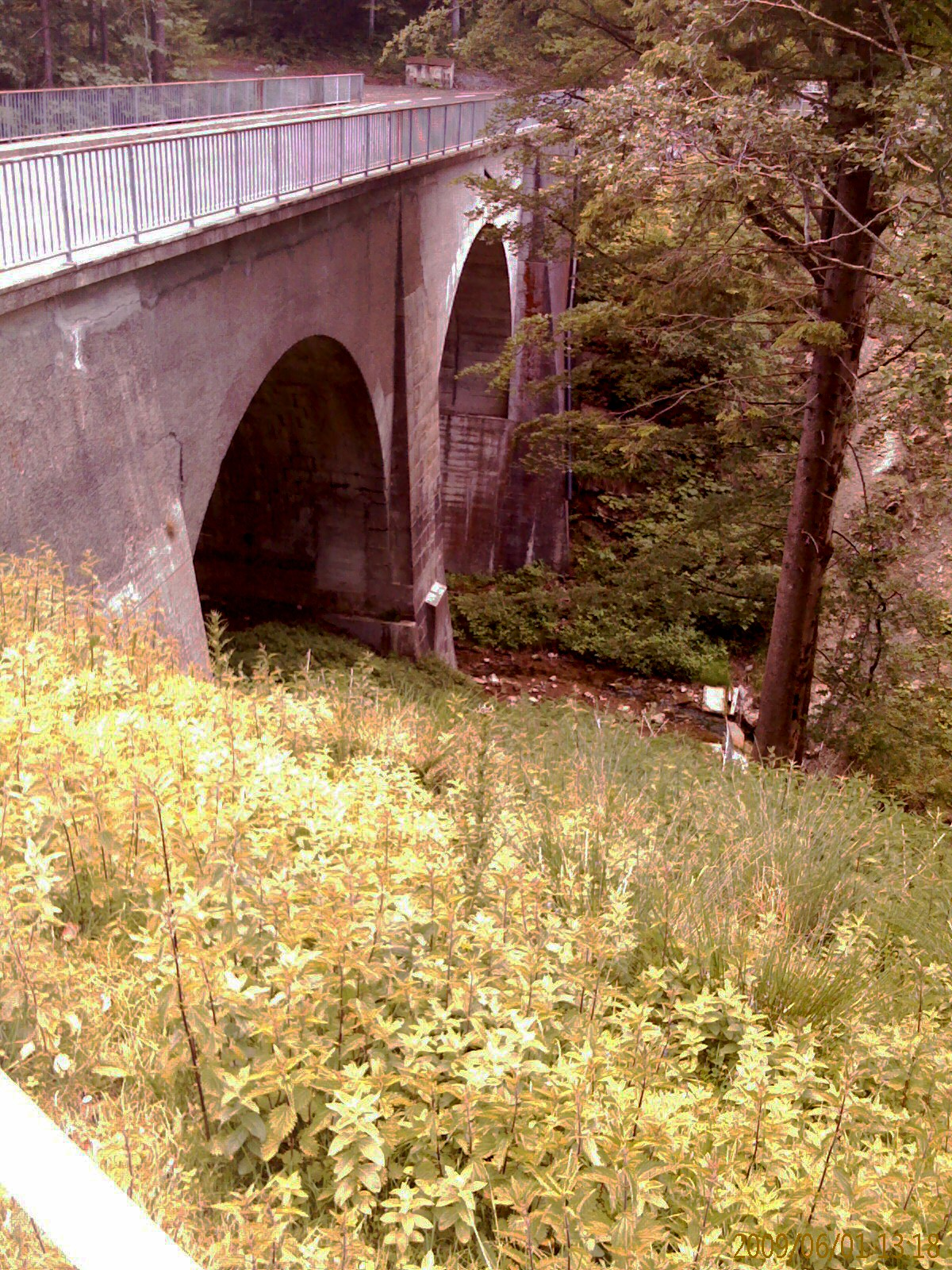
Strassenbrücke in Trogen
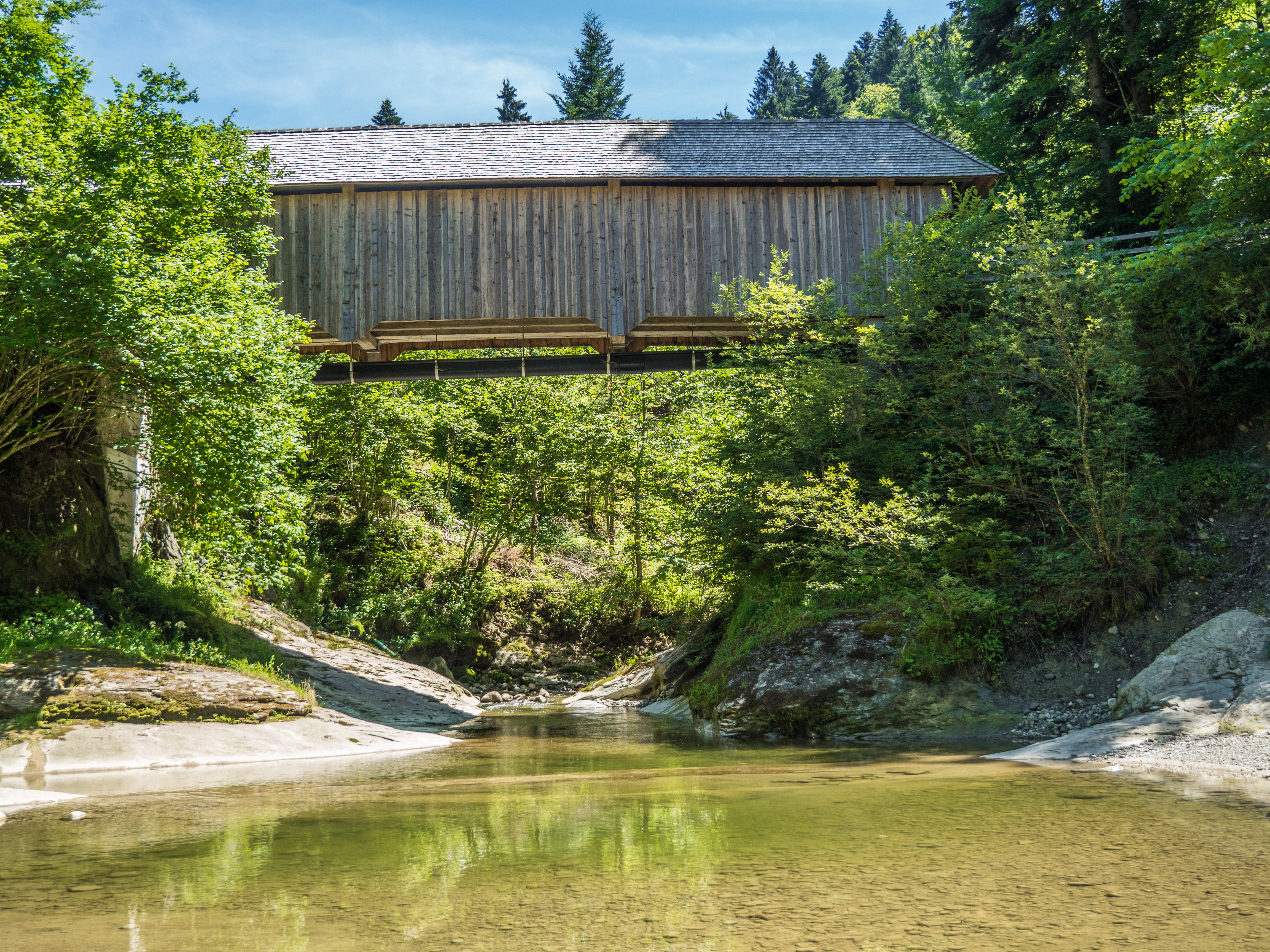
Denkmalgeschützte Oberachbrücke von 1739 oberhalb Zweibrücken
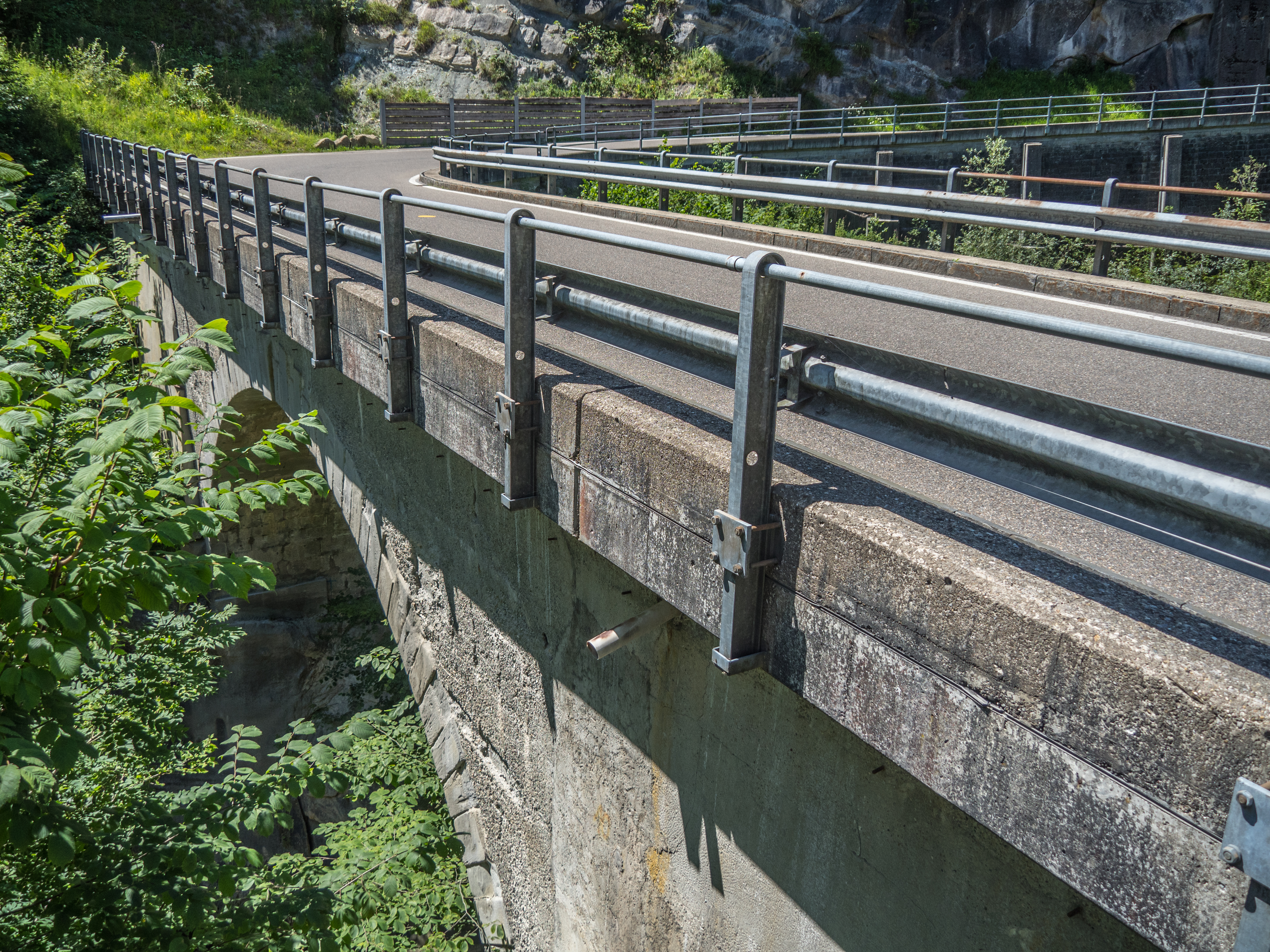
Kantonsstrassenbrücke von 1846 bei Zweibrücken
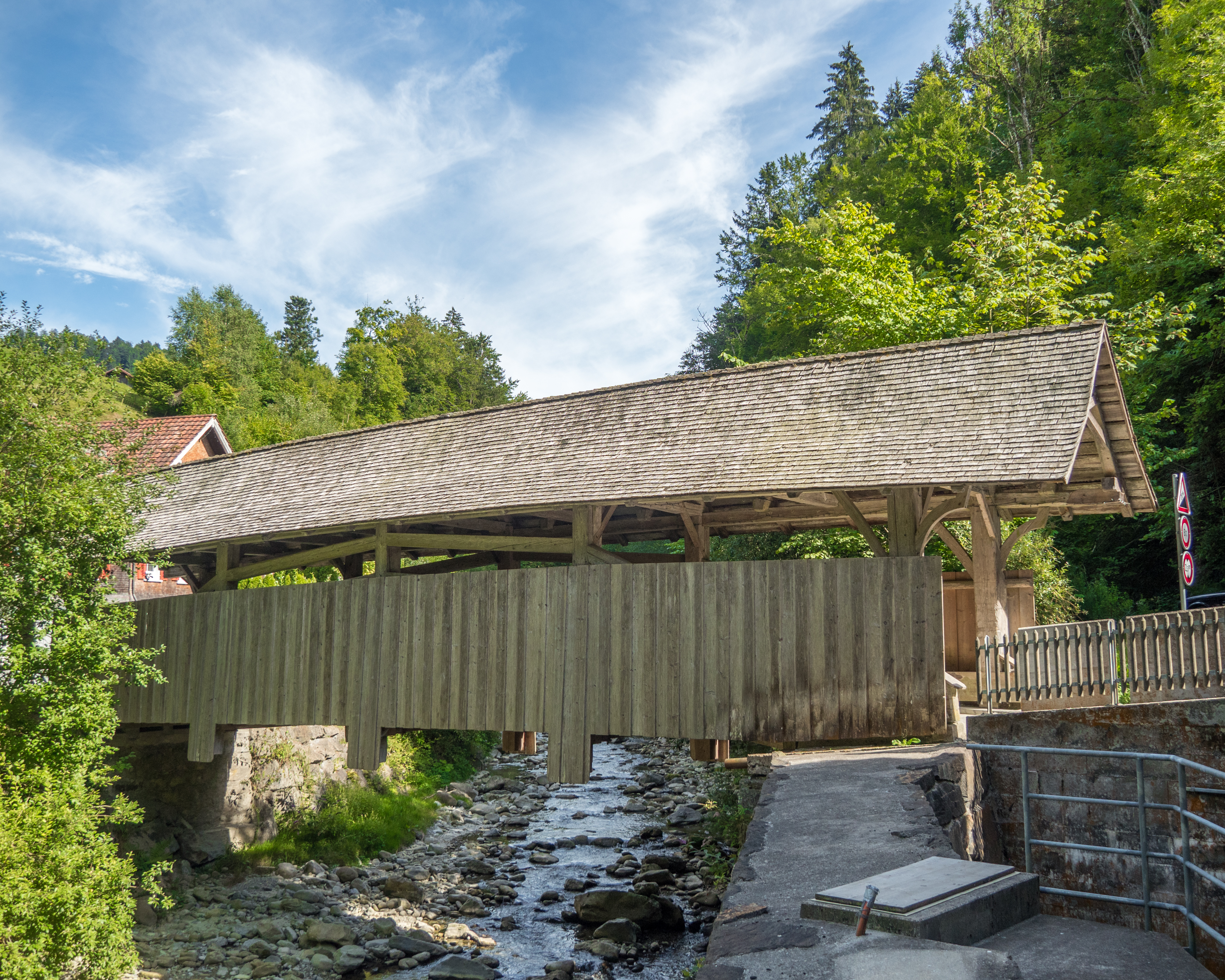
Denkmalgeschützte Achmühlebrücke von 1701 bei der Achmühle
Martinsbrücke zwischen St. Gallen und Untereggen
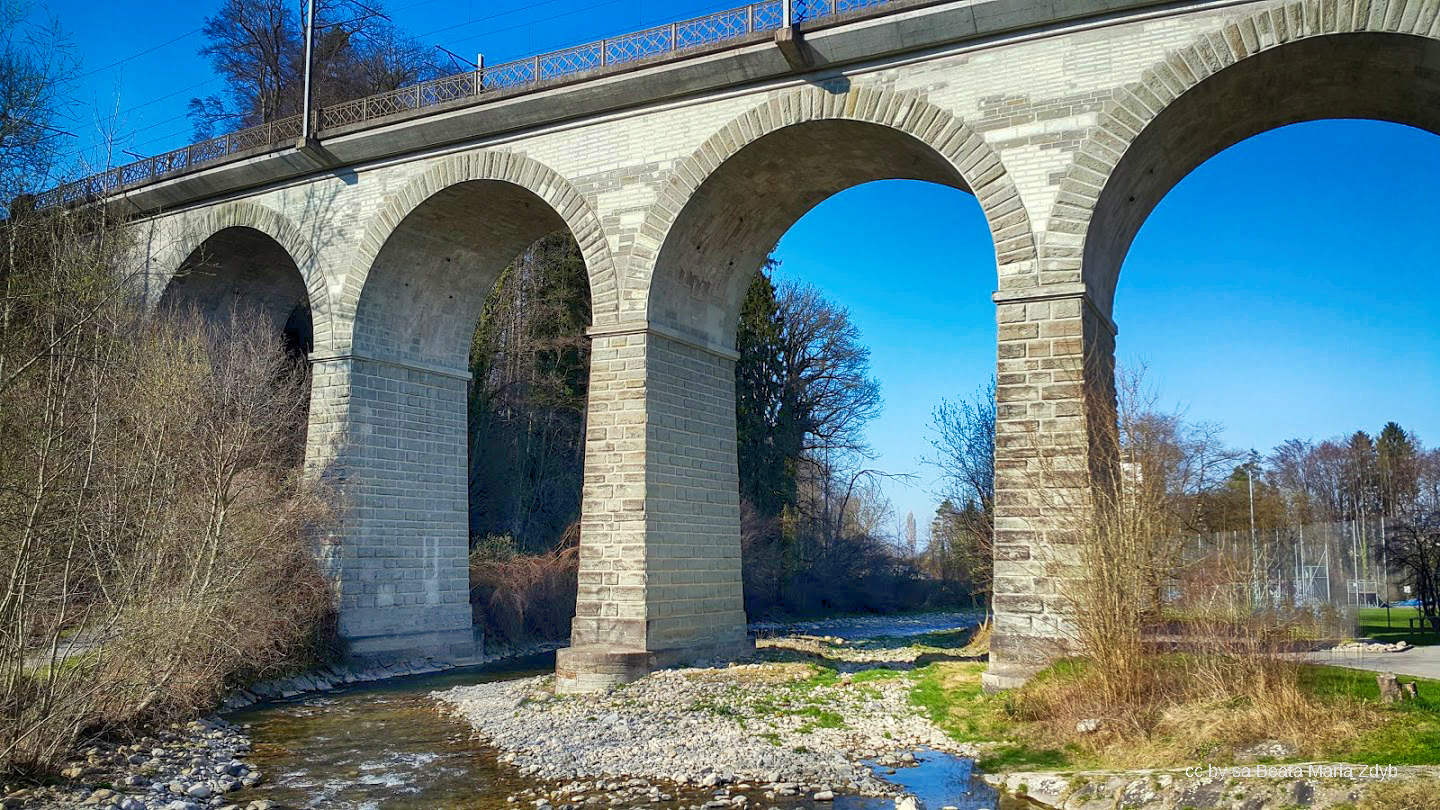
Eisenbahnviadukt von 1856 in Goldach
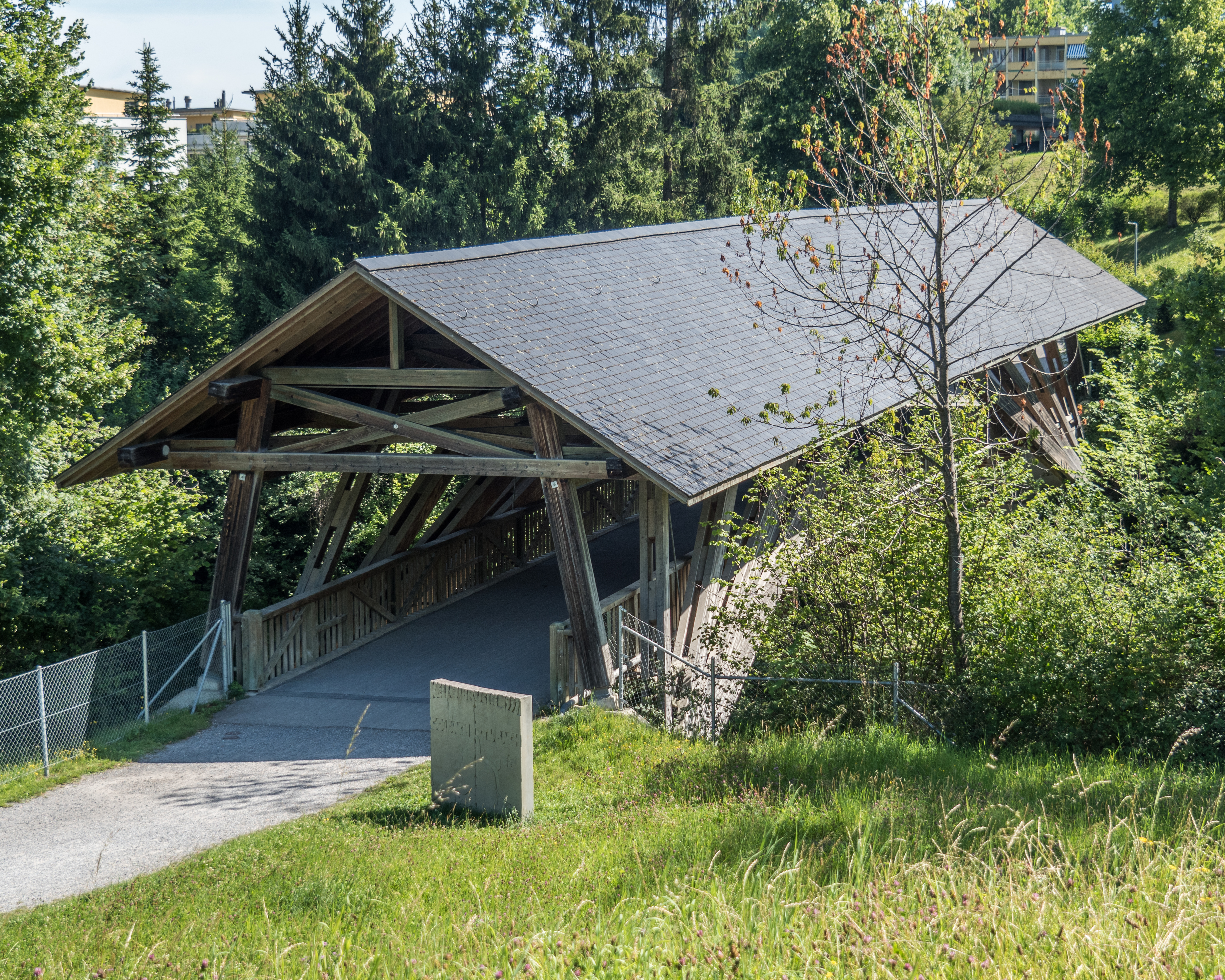
Kellenbrücke in Goldach